# Albani
'Albani ili Albanoi (grč.: Ἀλβανοί) je bilo ilirsko pleme koje se po prvi put spominje kao jasno određena etnička skupina u djelima Ptolomeja, koji ih 150. god. smješta u rimsku pokrajinu Rimsku Makedoniju (gotovo 300 godina nakon rimskog osvajanja ove pokrajine) u današnjoj sjevernoj Albaniji, točnije u mjesto Epirus Nova. Albanski grad Albanopolis se također spominje na antičkom epitafu u gradu Scupi (pored današnjeg Skoplja), za koji se smatra da je utvrda Zgardhesh u blizini Kruja u sjevernoj Albaniji. Arbanon je najvjerojatnije naziv za pokrajinu (smatra se da je riječ o ravnici Mat) nego o jednom određenom naselju. Da se radi o selidbi ljudi s planina može se naslutiti po imenima mjesta koja završavaju s  -esh, koje je nastalo od latinskog -ensis (prosti latinski -ēsis), između Shkumbina i rijeke Mat, s najvećom koncentracijom u Elbasanu i Kruji. Nije potvrđeno da antički grad Albanopolis ima veze s kasnijim spominjanjem gradova Arbanon ili Anna Comnena.